# Rivière Sévère-René
Rivière Sévère-René är ett vattendrag i Kanada.   Det ligger i provinsen Québec, i den sydöstra delen av landet, 250 km öster om huvudstaden Ottawa.
Trakten runt Rivière Sévère-René består till största delen av jordbruksmark. Runt Rivière Sévère-René är det glesbefolkat, med 11 invånare per kvadratkilometer.